# A Más
 (décembre 2022).
Si vous disposez d'ouvrages ou d'articles de référence ou si vous connaissez des sites web de qualité traitant du thème abordé ici, merci de compléter l'article en donnant les références utiles à sa vérifiabilité et en les liant à la section « Notes et références ».
 (décembre 2022).
A Más, anciennement a+ (stylisé comme a más+), est une chaîne de télévision mexicaine, exploitée par TV Azteca.

## Histoire

Ancien logo de A Más (comme a+, 2017-2021)

- 20 mars 2017, la chaîne est fondée en tant que a+, spécialisée[style à revoir] dans la programmation régionale de diverses villes du Mexique, en concurrence avec NU9VE et Televisa Regional[1].
- 23 mars 2021, la chaîne est relancée et son nom change pour A Más (stylisé a más+)[style à revoir][2].